# NuMex Big Jim

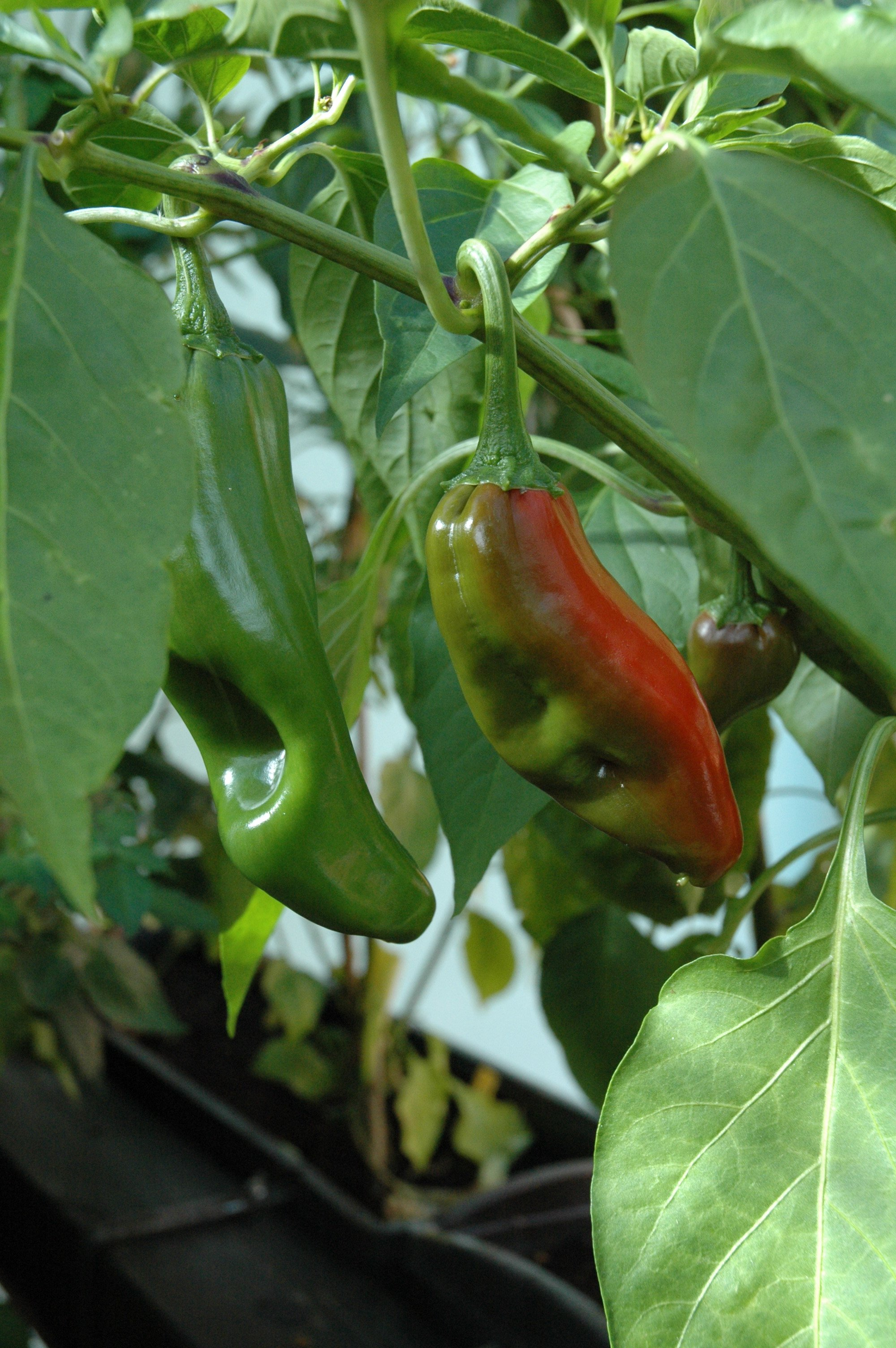
Capsicum annuum cv. 'NuMex Big Jim'

NuMex Big Jim ist eine an der New Mexico State University gezüchtete Paprika-Sorte der Art Capsicum annuum. Die Sorte hat einen Eintrag ins Guinness-Buch der Rekorde als längste Chilisorte der Welt.

## Beschreibung
Im Vergleich zu den Früchten sind die Pflanzen der Sorte NuMex Big Jim mit nur 60 bis 90 cm Höhe verhältnismäßig klein. An einer Pflanze können bis zu 30 Früchte hängen, die eine Schärfe von 500 bis 2500 SHU aufweisen. Die Früchte werden durchschnittlich 19,5 cm lang, 4,8 cm dick und reifen nach rot ab. Ältere, grüne Früchte sind leicht abgeflacht, um den Fruchtstiel bilden sie eine runde „Schulter“, die Spitze ist gelegentlich umgebogen. Ein lokal konzentrierter Fruchtansatz erschwert die maschinelle Ernte der Früchte. Der durchschnittliche Ertrag im professionellen Anbau beträgt etwa 35.500 kg je Hektar.

## Geschichte und Rekorde
Die Züchtung von Chilisorten des „New Mexican“-Fruchttyps an der New Mexico State University begann 1888 durch Fabian Garcia. Seit dieser Zeit wurden neben der NuMex Big Jim eine Vielzahl weiterer ähnlicher Sorten gezüchtet. Da jedoch alle Züchtungen der New Mexican State University den Vorsatz „NuMex“ tragen, begann man bald, die New Mexican Sorten als Anaheim zu bezeichnen. 
Die Sorte NuMex Big Jim wurde 1975 vorgestellt, gezüchtet wurde sie von Dr. Nakayama. Mit einer bestätigten Länge von 13,5 Zoll (ca. 34,5 cm) besitzt NuMex Big Jim einen Eintrag ins Guinness-Buch der Rekorde als längste Chilisorte.
2007 fand unter dem Namen „Big Jim Challenge“ ein internationaler Wettbewerb statt, bei dem die größte geerntete Frucht der Sorte gesucht wurde. Die Gewinner-Chili erreichte eine Länge von 32,7 cm.